# SSSPSX
SSSPSX es un emulador de PlayStation de origen japonés para Microsoft Windows. Este emulador al igual que otros (como el ePSXe) emplea plugins para el manejo de los gráficos y el sonido entre otras características.
En su revisión más reciente a la fecha, la 0.0.34 (lanzada el 4 de septiembre de 2006) incorpora una versión en inglés que logra una calidad de emulación similar y en algunos juegos superior a la del ePSXe.
Este emulador se puede bajar de su página oficial de forma gratuita.
- Datos: Q6133556